# Министерство экономики и финансов Перу
Министерство экономики и финансов Перу отвечает за планирование и осуществление экономической политики правительства Перу с целью оптимизации экономической и финансовой деятельности государства, создания макроэкономической деятельности, и добиться устойчивого роста экономики страны. Её штаб-квартира находится в Лиме. В настоящее время министерство возглавляет — Мария Антониета Альва.

## История
3 августа 1821 года, Хосе де Сан-Мартин, президент Перу, создал Генеральный секретариат финансов вместе с канцелярией, а также военный и морской департаменты. Первым министром финансов был Иполито Унануе.
2 марта 1969 года согласно основному закону о Министерстве финансов, декрету-закону № 17 521, было создано Министерство финансов, а 13 июня 1969 года его название было изменено на нынешнее Министерство экономики и финансов.
Указом № 23123 от 9 июля 1980 года, название министерства было изменено снова на Министерство финансов, экономики и торговли, и оно было включено в Государственный Департамент торговли, принадлежавший Министерству промышленности, торговли, туризма и интеграции. 30 января 1985 года название было изменено на нынешнее название.

## Функции
Министерство было создано:
- Для планирования, управления, контроля дел, относящихся к налогово-бюджетной политике, финансам, задолженности, бюджету и казначейству.
- Для планирования, управления и контроля политики государственных финансовых учреждений, а также согласования экономической деятельности.
- Для планирования и контроля дел, связанных с тарифами.
- Для эффективного управления государственными ресурсами правительства.

## См.также
- Конгресс Республики Перу